# Philipp Preuss
Philipp Preuss (* 3. Dezember 1974 in Bregenz, Österreich) ist ein österreichischer Regisseur, Bildender Künstler und Autor. Preuss arbeitet zwischen bildender und darstellender Kunst.

## Leben
Preuss, geboren in Bregenz und aufgewachsen in Wien, studierte „Regie und Schauspiel“ am Mozarteum Salzburg sowie Theaterwissenschaften und Philosophie in Wien und ist seit 2001 freier Regisseur. Er lebt in Berlin.
Von ihm stammen Arbeiten u. a. am Schauspielhaus Bochum, Theater Dortmund, Schauspiel Frankfurt, Deutsches Theater Berlin, Schaubühne Berlin, Schauspiel Leipzig, Residenztheater München, Bayreuther Festspiele. Preuss inszeniert zudem seit 2001 Ausstellungen mit fiktiv-virtuellen Künstlerfiguren, die von Schauspielern dargestellt werden, er erweitert den Theaterbegriff in den Bereich der bildenden Kunst. 2010 gründete er die Theatergruppe Shanzhai Institut. Seine Inszenierung von Shakespeares Hamlet wurde 2023 zum Berliner Theatertreffen eingeladen.

## Inszenierungen (Auswahl)
- 1998: Lederfresse von Helmut Krausser, Mozarteum Salzburg
- 2000: Geschlossene Gesellschaft von Jean-Paul Sartre, Theater Dortmund
- 2002: Der Möwensimulator von Ronald Pohl/Anton Cechov, UA, Theater Dortmund
- 2002: keiner weiss mehr 2 oder Martin Kippenberger ist nicht tot von Fritz Kater, The Globes
- 2004: Man spielt nicht mit der Liebe von Alfred de Musset, Schauspielhaus Bochum
- 2004: Dantons Tod von Georg Büchner, Schauspiel Frankfurt
- 2005: Tod eines Handlungsreisenden von Arthur Miller, Theater Dortmund
- 2005: Dogland von Nuran Calis, UA, Theater Bielefeld
- 2005: frühlingserwachen oder findet uns das glück? von Wedekind/Fischli/Weiss, Theater Dortmund, erarbeitet mit Senioren, Eröffnungsinszenierung des Herzrasen Festivals am Hamburger Schauspielhaus 2007
- 2006: Hedda Gabler von Henrik Ibsen, Theater Dortmund
- 2006: Blick zurück im Zorn von John Osborne, Theater Bielefeld
- 2006: Die bitteren Tränen der Petra von Kant von R. W. Fassbinder, in Zusammenarbeit mit Bernhard Willhelm, Deutsches Theater Berlin
- 2007: Ein Teil der Gans von Martin Heckmanns, UA, Deutsches Theater Berlin
- 2007: Was ihr wollt von William Shakespeare, Max Reinhardt Seminar Wien
- 2008: Woyzeck von Georg Büchner, Deutsches Theater Berlin
- 2008: Warten auf Godot von Samuel Beckett, Schauspielhaus Theater Dortmund
- 2009: Persona von Ingmar Bergman, DEA, Deutsches Theater Berlin
- 2009: Karl Stuart von Marieluise Fleißer, UA, Schauspielhaus Theater Dortmund
- 2011: Die Kontrakte des Kaufmanns von Elfriede Jelinek, Schauspiel Frankfurt
- 2011: MCFAMILY von Philipp Preuss, UA, Theater KOSMOS Bregenz
- 2012: Das Käthchen von Heilbronn von Heinrich von Kleist, Schauspiel Frankfurt
- 2013: Der Reigen oder Vivre Sa nach Arthur Schnitzler und Jean-Luc Godard, Schauspiel Leipzig
- 2013: Prometheus.Kein Licht von Aischylos und Elfriede Jelinek, Schloßtheater Moers
- 2014: Ein Traumspiel von August Strindberg, Schauspiel Frankfurt
- 2014: Wolokolamsker Chaussee I-V von Heiner Müller, Schauspiel Leipzig
- 2014: Das Kalkwerk von Thomas Bernhard, Schaubühne Berlin
- 2015: Torquato Tasso von Johann Wolfgang von Goethe, Residenztheater München
- 2015: Amerika von Frank Kafka, Schauspiel Frankfurt
- 2016: Ein Sommernachtstraum von William Shakespeare, Gewandhausorchester Leipzig, Schauspiel Leipzig
- 2016: Der Fremde von Albert Camus, Schaubühne Berlin
- 2017: Ubu Roi#Am Königsweg von Alfred Jarry und Elfriede Jelinek, Theater an der Ruhr Mülheim
- 2018: Die Unschuldigen, ich und die Unbekannte am Rand der Landstraße von Peter Handke, Staatstheater Braunschweig
- 2019: Siegfried von Feridun Zaimoglu und Günter Senkel, UA, Bayreuther Festspiele
- 2020: k. ein Internetprojekt nach Franz Kafka, UA, Schauspiel Leipzig

## Ausstellungen
- 2002: The Globe-25 Szenen, Künstlerhaus Palais Thurn und Taxis, Bregenz
- 2003: Sei personaggi in cerca d´autore, Galeria Galica, Mailand
- 2008: Measure for Measure, Künstlerhaus Palais Thurn und Taxis, Bregenz
- 2011: Penthesilea 45, Galerie Hollenstein, Lustenau
- 2012: Warhola oder Gruppensex der Egoshooter, Szenische Installation, Museum Moderner Kunst Frankfurt
- 2016: The Fair Play, Schauspiel Leipzig, Spinnerei Leipzig
- 2016: The Feedback, Performance, Manifesta Zürich
- 2019: Le Bastart, Künstlerhaus Bregenz

## Auszeichnungen
- 2003: Förderpreis für bildende Kunst der Internationalen Bodenseekonferenz
- 2005: Einladung zu Radikal jung mit Georg Büchners Dantons Tod
- 2007: Förderpreis des Landes Nordrhein-Westfalen für junge Künstlerinnen und Künstler für die Regie von Hedda Gabler, (Theater Dortmund 2006)
- 2012: Einladung zum NRW Theatertreffen mit Der Geizige nach Molière mit dem Schlosstheater Moers und Gewinn des Publikumspreises
- 2013: Einladung zum NRW Theatertreffen mit Prometheus/Kein Licht von Aischylos/Elfriede Jelinek
- 2018: Einladung zum Sächsischen Theatertreffen mit Peer Gynt von Henrik Ibsen, Schauspiel Leipzig
- 2019: Einladung zum NRW Theatertreffen mit Am Königsweg#Ubu Roi von Elfriede Jelinek/Alfred Jarry mit dem Theater an der Ruhr
- 2019: Gewinn des Jurypreis und Publikumspreis der Mülheimer Theatertage Stücke für Atlas (Schauspiel Leipzig) von Thomas Köck
- 2020: Einladung zum Sächsischen Theatertreffen mit Prinz Friedrich von Homburg von Heinrich von Kleist (Schauspiel Leipzig)
- 2023: Einladung zum Berliner Theatertreffen mit Hamlet von William Shakespeare, Anhaltisches Theater Dessau

## Publikationen
- Personae Works Verlag Revolver Publishing, Berlin 2011, ISBN 978-3-86895-134-9
- McFamily oder Du glaubst nicht mehr an Dich als wärst Du Gott, Bucher Verlag, 2011, ISBN 978-3-99018-090-7
- The Fair Play Verlag Theater der Zeit, Berlin 2017, ISBN 978-3-95749-130-5